# 東隆
東 隆（あずま たかし、1902年（明治35年）3月8日 - 1964年（昭和39年）7月18日）は、日本の農協運動家、政治家。衆議院議員、参議院議員。

## 経歴
北海道上川郡東旭川村下兵村（現旭川市）で大分県から入植した屯田兵・東晋吾の三男として生まれる。旭川中学校を卒業し農業を継いだが、その後、勉学の道に進み北海道帝国大学予科に入学。1926年、同大学農学部農業経済学科を卒業。北海道庁技手に任官し、以後、農林主事、経済更生主任官、金融主任官、産業組合主任官、北海道農会幹事、同農業会専務理事、日本輸出農産物会社理事、同札幌支店長、肥料配給公団札幌支部長、北海道農業復興会議副議長などを務めた。
1946年4月、第22回衆議院議員総選挙に北海道第一区から日本協同党所属で立候補して当選し衆議院議員を一期務め、国民協同党政策調査会副会長となった。1949年、札幌桑園生活協同組合長に就任。その後、二度の落選を経て参議院選挙に転じ、1950年6月、第2回参議院議員通常選挙で北海道選挙区おいて農民協同党所属で立候補し当選。第4回通常選挙でも当選し、参議院議員を二期務めた。この間、日本社会党右派、統一社会党、民主社会党に所属。参議院決算委員長を務めた。
1964年（昭和39年）7月18日、死去した。62歳没。同月21日、特旨を以て位四級を追陞され、、死没日をもって従六位から従四位勲二等に叙され、瑞宝章を追贈された。

## 逸話
読書家として知られ、約三万冊の蔵書は死後に母校の北海道大学附属図書館に寄贈され、「東文庫」として所蔵されている。